# 硬叶乌苏里风毛菊
硬叶乌苏里风毛菊（学名：Saussurea ussuriensis var. firma）为菊科风毛菊属下的一个变种。

## 扩展阅读
- 維基物種上的相關：硬叶乌苏里风毛菊